# Allopachria umbrosa
Allopachria umbrosa är en skalbaggsart som beskrevs av Zimmermann 1927. Allopachria umbrosa ingår i släktet Allopachria och familjen dykare. Inga underarter finns listade i Catalogue of Life.